# William George Nicholas Manley
William George Nicholas Manley VC, CB, KtStJ (Dublin op 17 december 1831 – Cheltenham op 16 november 1901) was een Brits arts en militair. Hij bracht het tot de hoge functie van Surgeon-General, hoofd van de medische dienst van het Britse leger. Generaal Manley werd beroemd als de enige bekende drager van zowel het Victoria Cross als het IJzeren Kruis.

## Militaire loopbaan
- Assistant Surgeon
- Staff Surgeon
- Deputy Surgeon-General
- Surgeon-General

## Decoraties
- Victoria Cross op 23 september 1864[2][3]
- Krim medaille in 1855[3]
- Egypte Medaille en gespen in 1882[3]
- Afghanistan Medaille in 1879[3]
- Lid in de Orde van het Bad in 1894[3]
- IJzeren Kruis, 2e klasse in 1871[3]
- Oorlogsherdenkingsmunt voor de veldtochten van 1870 en 1871[3]
- Orde van Militaire Verdienste in 1871[3]
- Orde van Osmanie, 3e klasse in 1880[3]
- Khedive's Star in 1880[3]
- Ridder in de Orde van Sint-Jan
- Dagorder